# سیارک ۱۹۸۸

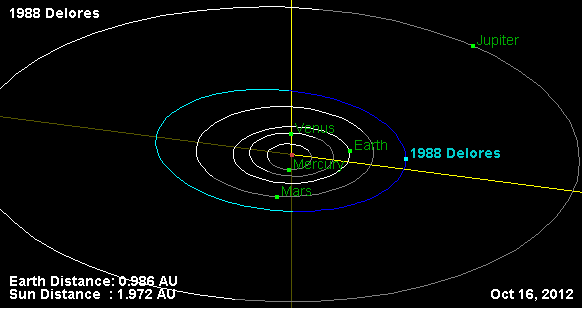
سیارک ۱۹۸۸

سیارک ۱۹۸۸ (به انگلیسی: 1988 Delores، نامگذاری:1952SV) هزار و نهصد و هشتاد و هشتمین سیارک کشف شده‌است که در ۲۸ سپتامبر ۱۹۵۲ کشف شد.
قدر مطلق سیارک برابر ۱۳٫۶۰ است.